# Requiem Mass
Requiem Mass è il terzo album dal vivo del gruppo musicale statunitense Korn, pubblicato il 3 febbraio 2023 dalla Loma Vista Recordings.

## Descrizione
Il disco comprende registrazioni tratte dall'omonima esibizione dal vivo tenuta dal gruppo presso la Hollywood United Methodist Church di Los Angeles il 3 febbraio 2022. Per l'occasione il gruppo ha eseguito cinque brani tratti dal quattordicesimo album in studio Requiem insieme alle tracce Falling Away from Me, Alone I Break e No One's There, queste ultime proposte in veste acustica e non presenti all'interno del disco.

## Tracce
Testi e musiche dei Korn, eccetto dove indicato.
1. Start the Healing – 3:39
2. Lost in the Grandeur – 4:01
3. Hopeless and Beaten – 4:11 (Korn, Lauren Christy)
4. Worst Is on Its Way – 4:04
5. Let the Dark Do the Rest – 3:40

Requiem – CD bonus nell'edizione deluxe
1. Forgotten – 3:17 (Korn, Lauren Christy, Jasen Rauch)
2. Let the Dark Do the Rest – 3:40
3. Start the Healing – 3:28 (Korn, Lauren Christy)
4. Lost in the Grandeur – 3:50
5. Disconnect – 3:27 (Korn, Lauren Christy)
6. Hopeless and Beaten – 3:59
7. Penance to Sorrow – 3:20
8. My Confession – 3:35
9. Worst Is on Its Way – 4:04

## Formazione
Hanno partecipato alle registrazioni, secondo le note di copertina:
Gruppo
- Jonathan Davis – voce
- James "Munky Shaffer – chitarra
- Brian "Head" Welch – chitarra
- Ray Luzier – batteria
- Ra Diaz – basso

Altri musicisti
- Amy Keys – cori
- Jon Papenbrook – tromba
- Anthony Bonsera – tromba
- Brad Steinwehe – flicorno soprano
- Chad Willis – flicorno soprano
- Justin Kirk – trombone
- Fred Simmons – trombone
- Ido Meshulam – cimbasso
- George Thatcher – tuba
- Richard Gibbs – arrangiamento, direzione
- Phillip Giffin – arrangiamento aggiuntivo

Produzione
- Chris Collier – produzione, missaggio, mastering
- Korn – produzione
- James "Fluffy" Harley – registrazione
- Guy Charbonneau – registrazione
- Ian Charbonneau – registrazione
- Giuliano Finelli – scultura copertina (Love Reviving Life)
- Davy Evans – fotografia
- Steve Trasher – fotografia
- Christopher Leckie – grafica, direzione artistica